# Walter Bolz
Walter Bolz (* 15. Juni 1906 in Hohensalza; † 1. Mai 1953) war ein deutscher Filmproduzent.

## Leben
Nach einer Ausbildung zum Kaufmann arbeitete Bolz zunächst als Bankangestellter. Zum Film kam er als Buchhalter und übernahm daraufhin verschiedene Aufgaben wie Film-Geschäftsführer, Produktionsassistent und Aufnahmeleiter.
In den 1940er Jahren war er als Herstellungsleiter unter anderem an den zwei letzten vor 1945 entstandenen Filmen mit Zarah Leander beteiligt. Nach Kriegsende gehörte er zu den Mitbegründern der DEFA und arbeitete für die süddeutsche ndf erneut als Produktionsleiter.

## Filmografie
- 1942: Die große Liebe
- 1943: Damals
- 1943: Gefährlicher Frühling
- 1944/48: Fahrt ins Glück
- 1944/54: Ein toller Tag
- 1947: Zwischen gestern und morgen
- 1948: Das verlorene Gesicht
- 1949: Heimliches Rendezvous